# Орио-Литта
Орио-Литта (итал. Orio Litta) — коммуна в Италии, располагается в регионе Ломбардия, подчиняется административному центру Лоди.
Население составляет 1905 человек, плотность населения составляет 212 чел./км². Занимает площадь 9 км². Почтовый индекс — 20080. Телефонный код — 0377.
Покровителем коммуны почитается святой Иоанн Креститель, празднование в последнее воскресение августа.